# Theory of Mind
Theory of Mind (ToM, englisch für ‚Theorie des Mentalen‘) ist ein Fachbegriff der Psychologie für das Vermögen, mentale Zustände als mögliche Ursache eines Verhaltens zu verstehen, um eigene oder fremde Handlungen erklären und vorhersagen zu können. Dazu ist es notwendig, Gedanken, Gefühle, Absichten, Meinungen, Erwartungen und Beweggründe eines Anderen sowie die Rahmenbedingungen korrekt zu erkennen und zu verstehen. Hier besteht eine Überschneidung mit dem Begriff der Empathie.

## Entwicklungspsychologie der Theory of Mind
Im ersten Lebensjahr reagiert das Kind schon auf soziale Signale, also zum Beispiel auf das Lächeln von Bezugspersonen. Damit ist auch das „soziale Referenzieren“ verbunden, also das Orientieren an den Affekten einer Bezugsperson. Auch zeigt sich in dieser Phase bereits eine beginnende Empathiefähigkeit.
Dreijährige können schon recht kompetent auf die subjektive Verfassung („emotional state“) eines anderen Bezug nehmen. Sie können aber ihre eigenen Denkinhalte noch nicht als subjektiv erkennen.
Erst wenn die Meinung eines anderen von der eigenen unterschieden werden kann und wenn Auffassungen von Sachverhalten als falsch erkannt werden können, ist die Theory of Mind entwickelt. Dies ist ab dem vierten bis fünften Lebensjahr der Fall. Kinder können jetzt die Perspektive anderer einnehmen und auf den Wissensstand eines Zuhörers Rücksicht nehmen. Mit Eintritt in die Phase der sozialen Perspektivübernahmen wird eine Unterscheidung von Wirklichkeit und Schein möglich.
Eine Grundlage der Entwicklung einer Theory of Mind ist die Fähigkeit, zwischen Belebtem und Unbelebtem unterscheiden zu können, da nur Belebtem interne Zustände zugeschrieben werden. Hinzu kommt die Fähigkeit, zwischen mentaler und physikalischer Welt differenzieren zu können. Schon Dreijährige sind in der Lage, zwischen beiden Welten zu unterscheiden. So verstehen sie zum Beispiel, dass man einen realen Hund, nicht aber einen vorgestellten Hund, streicheln kann. Des Weiteren verstehen Kinder im Alter von drei Jahren, dass Handlungsentscheidungen von Wünschen und Absichten der handelnden Person abhängen, und sie können Handlungen aus Informationen über die Wünsche und Absichten einer Person vorhersagen.
Ein weiterer Schritt für die Entwicklung einer Theory of Mind ist die Erkenntnis, dass Handlungen anderer Personen nicht nur von ihren Wünschen und Absichten, sondern auch von ihren Überzeugungen geleitet werden können. Diese Unterscheidung wird dann relevant, wenn eine andere Person eine falsche Auffassung von einem Sachverhalt hat. Solange eine Person eine „wahre“ Überzeugung hat, entsteht kein Problem, und man kann gemäß ihren Wünschen vorhersagen, wie sie handeln wird. Geht sie hingegen von einer nicht mit der Realität übereinstimmenden Überzeugung aus, so muss ihre falsche Vorstellung bei der Handlungsvorhersage berücksichtigt werden. Hierzu ein Beispiel von Rolf Oerter und Leo Montada:
Wenn Peter Eis essen will und glaubt, dass Eis im Kühlschrank ist[,] und es ist tatsächlich Eis im Kühlschrank, dann können wir vorhersagen, was er tun wird, ohne überhaupt darüber nachzudenken, was er glaubt. Wenn er aber fälschlicherweise glaubt, es sei kein Eis da, obwohl tatsächlich noch Eis im Kühlschrank ist, dann müssen wir seinen falschen Glauben berücksichtigen, um zu richtigen Vorhersagen über sein Handeln zu kommen (z. B. um vorherzusagen, dass er Eis kaufen gehen wird).
Kinder lernen im Alter zwischen drei und fünf Jahren, die Überzeugungen einer Person mit einzubeziehen. Davor verstehen sie nicht, dass subjektive Überzeugungen von der Realität abweichen können, und berücksichtigen sie somit auch nicht bei ihrer Handlungsvorhersage. Einer 2010 veröffentlichten Studie zufolge sollen auch wesentlich jüngere Kleinkinder bereits über eine Theory of Mind verfügen. Untersuchungen in China, den USA, Kanada, Peru, Indien, Samoa, Thailand und beim Volk der Baka suggerieren, dass sich die Fähigkeit zum Bestehen der expliziten Version des False-Belief-Tests in allen Gesellschaften herausbildet, wenngleich das Alter zwischen vier und neun Jahren variiert (und Industrieländer sich am extremen unteren Ende befinden).
Die Theory of Mind gilt außerdem als eine entscheidende Voraussetzung dafür, Metakognitionen entwickeln zu können, also die Fähigkeit, kognitive Abläufe selbst zum Gegenstand des Nachdenkens zu machen.

## Untersuchung
Theory of Mind wird an verschiedenen Paradigmen und Aufgabentypen untersucht, meist handelt es sich hierbei jedoch um die sogenannten „False-Belief“-Aufgaben. Die erste und klassische „False-Belief“-Aufgabe ‚Maxi und die Schokolade’ stammt von Heinz Wimmer und Josef Perner (1983). In dieser Ortswechselaufgabe wird Kindern mit Spielfiguren eine kleine Geschichte vorgespielt: Maxi besitzt eine Schokolade, welche er beim Verlassen der Szene in Box 1 legt. In Maxis Abwesenheit nimmt seine Mutter die Schokolade aus Box 1 heraus und legt sie in Box 2. Anschließend kommt Maxi wieder und möchte gerne seine Schokolade haben. Es folgt die relevante Testfrage („Wo wird Maxi nach der Schokolade suchen?“). Wenn die Kinder angeben, dass Maxi in Box 1 suchen werde, obwohl sie selber wissen, dass die Schokolade sich in Box 2 befindet, sind sie dazu fähig, eine falsche Überzeugung zuzuschreiben. Mit diesem Paradigma lässt sich also testen, ob die Individuen eine explizite und deutliche Repräsentation der falschen Überzeugung anderer haben.
Eine weitere Art von Aufgabe, die häufig genutzt wird, um die Theory of Mind zu untersuchen, ist das „unerwarteter Inhalt“-Paradigma. Entworfen wurde es von Josef Perner, Susan Leekam und Heinz Wimmer (1987). Dem Kind wird bei dieser Aufgabe eine Smartiesrolle gezeigt und es wird gefragt, was sich wohl in der Schachtel befinde. Anschließend wird der Deckel aufgemacht und verraten, dass in der Schachtel Stifte sind. Nachdem die Stifte zurück in die Smartiesrolle gelegt und die Packung wieder verschlossen wurde, wird eine Kontrollfrage zum wirklichen Inhalt der Packung gestellt. Im Anschluss folgen zwei Testfragen. Zunächst wird erfragt, was das Kind am Anfang dachte, was sich in der Schachtel befinde. Anschließend soll das Kind sagen, was eine Person, die nicht in dem Raum ist und somit den wahren Inhalt der Schachtel nicht gesehen hat, dächte, was sich in der Schachtel befinde, wenn diese nur die geschlossene Schachtel sähe. Geben die Kinder bei beiden Testfragen „Smarties“ als Antwort, so haben sie laut Perner und Kollegen ein Verständnis für falsche Überzeugungen.
Um die Theory of Mind bei Erwachsenen zu untersuchen, wird der ‘‘Reading the Mind in the Eyes’’-Test verwendet. Dieser stammt ursprünglich von dem Psychologen Simon Baron-Cohen (1995). Hierbei werden den Probanden 25 Bilder von Augenpartien gezeigt, die verschiedene Emotionen ausdrücken. Die Probanden sollen aus verschiedenen Begriffen den passendsten auswählen. Das Ergebnis zeigt ihre Fähigkeit, sich in andere hineinzuversetzen (affektive ToM), allerdings nicht ihre Kompetenz, auf die Intentionen anderer zu schlussfolgern (kognitive ToM).

## Forschung
Der Fokus der ToM-Forschung liegt bislang auf epistemologischen Überzeugungen, weniger auf Repräsentationen motivationaler oder emotionaler Zustände. Neuerdings wird er mit der Bindungstheorie verknüpft und der repräsentationale Gesichtspunkt fließt in die Forschung ein. Die ToM wird insbesondere im Rahmen der kognitiven Entwicklungspsychologie erforscht.
Ab den 1980er Jahren wurde die ToM autistischer Kinder untersucht. Simon Baron-Cohen postulierte, dass autistische Kinder keine bzw. nur verzögert eine ToM ausbilden und prägte hierfür 1990 den Begriff der Mind Blindness. Schon 1985 hatte er zusammen mit Alan Leslie und Uta Frith gezeigt, dass autistische Kinder im Vergleich zu nicht-autistischen Kindern bei einem False-Belief-Test nicht verstehen, dass eine Person eine falsche Überzeugung haben kann. Derartige Befunde führten zu der Theorie, dass die Störung der sozialen Interaktion und Kommunikation autistischer Menschen durch die Unfähigkeit bedingt sei, sich in die Gedanken und Emotionen anderer Personen hineinzuversetzen. Die Theorie der Mind Blindness wurde schon früh hinterfragt und gilt wissenschaftlich als überholt, da zugrundeliegende experimentelle Ergebnisse uneindeutig waren oder nicht repliziert werden konnten. Baron-Cohen vertritt heute die von ihm begründete Empathising-Systemising-Theorie, die Autismus auf neurologische Unterschiede im Gehirn zurückführt. Eine alternative Theorie zur Erklärung der Schwierigkeiten bei sozialer Interaktion und Kommunikation autistischer Personen mit nicht-autistischen Personen stellte 2012 Damian Milton unter dem Schlagwort des doppelten Empathie-Problems (Double Empathy Problems) vor, die in der Folge fortentwickelt und empirisch untermauert werden konnte und auch von Baron-Cohen aufgegriffen wurde.
Eine Studie ergab beispielsweise, dass erwachsene Menschen mit dem Asperger-Syndrom zwar bei False-Belief-Tests nicht fähig waren, eine falsche Überzeugung zuzuschreiben, aber durchaus in der Lage waren, False-Belief-Tests zu bestehen, wenn sie explizit dazu gefördert werden. Ebenso scheinen Personen mit Temporallappenepilepsien Defizite aufzuweisen, unabhängig davon, ob eine Epilepsiechirurgie ausgeführt wurde oder nicht.
Empirische Untersuchungen legen außerdem einen Zusammenhang zwischen ToM und aggressivem Verhalten und zwischen ToM und sozialer Kompetenz nahe. Es gibt Theorien, nach denen Kinder deshalb aggressiv reagieren, weil sie nicht in der Lage sind, die Absichten einer anderen Person richtig einzuschätzen. So wird zum Beispiel ein versehentliches Anrempeln als Provokation gesehen (siehe auch: Störung des Sozialverhaltens). Es konnte ebenfalls ein Zusammenhang zwischen einer sicheren Bindung und der Fähigkeit zur Mentalisierung gefunden werden.
Des Weiteren fanden Forscher heraus, dass sich die ToM durch das Lesen literarischer Fiktion trainieren lässt. Da man sich in die Protagonisten hineinversetzt und die Gedanken sowie Meinungen dieser erlebt, erlernt man das Verständnis und die Nachvollziehbarkeit neuer Perspektiven. Bei populärer Literatur ist dieses Phänomen nicht zu erkennen. Da populäre Literatur dazu neigt, eine bekannte Welt zu zeigen, ist der Zwang des Nachdenkens limitiert auf die in der Geschichte gegebene Umgebung. Somit ist hier der Interpretationsspielraum deutlich geringer als in der literarischen Fiktion.

## Verwandte Leistungen und Konzepte
Zu den der Theory of Mind verwandten Konzepten gehört sowohl die Mimesis als auch die soziale Kompetenz. Die Mimesis, also die Nachahmung einer anderen Person, gelingt umso treffender, je besser sich der Nachahmer in die emotionale Verfassung des Nachgeahmten hineinversetzten kann. Es findet bei der Imitation also eine Annäherung an die Innenperspektive eines Anderen statt. Auch die soziale Intelligenz ist eine verwandte Leistung, bei der es sich um das erfolgreiche und geschickte Verhalten im Umgang mit Mitmenschen innerhalb der Gesellschaft handelt.

## Theory of Mind bei Tieren
Die Theory of Mind findet ihren Ursprung in der Neurobiologie. Im Jahr 1938 untersuchten die Neurowissenschaftler Heinrich Klüver und Paul Bucy das Verhalten von Rhesusäffchen, denen chirurgisch der vordere Teil des Temporallappens, einschließlich der Amygdala, entfernt worden war. Die Forscher entdeckten dabei wichtige Verhaltensänderungen der Affen. Diese wurden ruhiger sowie passiver und zeigten soziale Regelverletzungen, wie beispielsweise sexuelle Enthemmung (Klüver-Bucy-Syndrom). Entscheidend für dieses Verhalten war die Entfernung der Amygdala, die für die Vermittlung von emotionalen Bedeutungen von Umweltreizen zuständig ist. Die Horde der operierten Rhesusäffchen schlossen diese dann auch aus.
Am Beispiel der Rhesusäffchen lässt sich erkennen, dass die ToM nicht nur Menschen charakterisiert, sondern auch bei Tieren angelegt ist.
Jedoch wird diese Annahme noch stark kritisiert, da viele Forschungen das Gegenteil nahelegen. Es gibt dennoch viele Experimente an Affen, die zeigen, dass die ToM keine kognitive Sonderstellung des Menschen beschreibt, sondern dass auch andere Lebewesen diese Fähigkeit besitzen. Beispielsweise hat eine Gruppe von Forschern um Michael Tomasello vom Max-Planck-Institut für evolutionäre Anthropologie in Leipzig ein Experiment mit Affen durchgeführt, in dem die Affen auf einem Bildschirm eine „kleine Seifenoper“ verfolgten, in der Akteure nach einem Gegenstand, aber auch nach einem affenähnlich verkleideten Menschen, King Kong, suchen. Die Affen konnten beobachten, dass ebenjener nicht mehr dort ist, wo der Akteur ihn zuletzt gesehen hat, da er fortgenommen wurde. Die Augenbewegungen der Affen ließen sich jedoch als ihre Erwartung interpretieren, dass der Akteur eben dort suchen werde, wo er King Kong zuletzt gesehen hat.
Mit diesem Experiment wird deutlich, dass auch Menschenaffen einige Schlüsselaspekte der Theory of Mind aufweisen. Im Unterschied zu den Menschen können Affen jedoch solche Zuschreibungen nicht in explizite Handlungsentscheidungen umsetzen.

## Juristische Bedeutung
Juristische Bedeutung entfaltet die ToM für die Frage des Vorliegens einer Geschäfts- oder Testierunfähigkeit. Wer nicht in der Lage ist, fremde psychische Zustände im eigenen kognitiven System zu repräsentieren, ist gegenüber verdeckten Motiven seiner Mitmenschen blind. Dies kann zu einer abnorm erhöhten Fremdbeeinflussbarkeit mit der Konsequenz einer Geschäfts- und Testierunfähigkeit führen.

## Computerspiele und Digitalisierung
Die ToM wird auf das Gebiet der Computerspiele und der Digitalisierung angewendet.
Analog zur ToM bei Menschen und Tieren wird eine "ToM des Computers" ("Theory of Mind Modeling and Induction") angestrebt.
Durch gezielte Verarbeitung der Daten, die bei der Interaktion mit dem Benutzer anfallen, wird versucht, über dessen Gedanken- und Gefühlswelt Informationen zu erhalten und diese Informationen zur Vorhersage des zukünftigen Verhaltens des Benutzers zu verwenden.
Es wird angestrebt, dass der Computer lernt, "was der beobachtete Mensch im Sinn hat".

## Belege
1. ↑  Brockhaus Psychologie: Mannheim 2009 sowie L. J. Byom und B. Mutlu: Theory of mind: mechanisms, methods, and new directions. In: Frontiers in Human Neuroscience, 2013
2. ↑  Franz Resch u. a.: Entwicklungspsychopathologie des Kindes- und Jugendalters. Ein Lehrbuch. 2. Auflage. Belz, Weinheim 1999, ISBN 3-621-27445-6.
3. ↑  Maria Legerstee: A review of the animate-inanimate distinction in infancy. Implications for models of social and cognitive knowing. In: Early Development and Parenting. Band 1, 1992, S. 59–67, doi:10.1002/edp.2430010202.
4. ↑  Henry M. Wellman, David Estes: Early Understanding of Mental Entities: A Reexamination of Childhood Realism. In: Child Development. Band 57, Nr. 4, 1986, S. 910–923, doi:10.2307/1130367.
5. ↑  Rolf Oerter, Leo Montada: Entwicklungspsychologie. Ein Lehrbuch. BeltzPVU, Weinheim 2001, ISBN 3-621-27244-5.
6. ↑  Ágnes Melinda Kovács u. a.: The Social Sense: Susceptibility to Others’ Beliefs in Human Infants and Adults. In: Science. Band 330, Nr. 6012, 2010, S. 1830–1834, doi:10.1126/science.1190792
7. ↑  Joseph Henrich, Steven J. Heine, Ara Norenzayan: The Weirdest People in the World? In: Behavioral and Brain Sciences. Band 33, 2010, S. 61–135, doi:10.1017/S0140525X0999152X, Volltext (PDF; 1,2 MB)
8. ↑  Jutta Kienbaum, Bettina Schuhrke: Entwicklungspsychologie des Kindes. Von der Geburt bis zum 12. Lebensjahr. (= Grundriss der Psychologie. Band 13). Verlag W. Kohlhammer, Stuttgart 2010, ISBN 978-3-17-018181-6, S. 183–184.
9. ↑  Martin Dornes: Die Seele des Kindes. Entstehung und Entwicklung. Fischer, Frankfurt am Main 2006, ISBN 3-596-17051-6.
10. ↑  Heinz Wimmer, Josef Perner: Beliefs about beliefs: Representation and constraining function of wrong beliefs in young children’s understanding of deception. (PDF) In: Cognition, 13 (1983) 103-128. Abgerufen am 22. Mai 2017 (englisch).
11. ↑  Josef Perner, Susan R. Leekam, Heinz Wimmer: Three-year-old’s difficulty with false belief: The case for a conceptual deficit. In: British Journal of Developmental Psychology. Band 5, Nr. 2, 1987, S. 125–137, doi:10.1111/j.2044-835X.1987.tb01048.x
12. ↑  Simon Baron-Cohen, Theresa Jolliffe u. a.: Another advanced test of Theory of Mind: Evidence from very high functioning adults with autism or asperger syndrome. In: The journal of child psychology and psychiatry. Band 38, Nr. 7, 1997, S. 813–822, doi:10.1111/j.1469-7610.1997.tb01599.x.
13. ↑  Simon Baron-Cohen, Sally Wheelwright u. a.: The ‘„Reading the Mind in the Eyes“ Test Revised Version: A Study with Normal Adults, and Adults with Asperger Syndrome or High-functioning Autism. In: The journal of child psychology and psychiatry. Band 42, Nr. 2, 2001, S. 241–251, doi:10.1111/1469-7610.00715.
14. 1 2  Simon Baron-Cohen: Autism: A Specific Cognitive Disorder of 'Mind-Blindness’. In: International Review of Psychiatry. Band 2, Nr. 1, Januar 1990, ISSN 0954-0261, S. 81–90, doi:10.3109/09540269009028274.
15. 1 2  Uta Frith: Mind Blindness and the Brain in Autism. In: Neuron. Band 32, Nr. 6, Dezember 2001, S. 969–979, doi:10.1016/S0896-6273(01)00552-9 (elsevier.com [abgerufen am 15. April 2023]).
16. ↑  Simon Baron-Cohen, Alan M. Leslie, Uta Frith: Does the autistic child have a “theory of mind” ? In: Cognition. Band 21, Nr. 1, Oktober 1985, S. 37–46, doi:10.1016/0010-0277(85)90022-8 (elsevier.com [abgerufen am 15. April 2023]).
17. 1 2 3  Jill Boucher: Putting theory of mind in its place: psychological explanations of the socio-emotional-communicative impairments in autistic spectrum disorder. In: Autism. Band 16, Nr. 3, Mai 2012, ISSN 1362-3613, S. 226–246, doi:10.1177/1362361311430403.
18. ↑  Morton Ann Gernsbacher, Melanie Yergeau: Empirical failures of the claim that autistic people lack a theory of mind. In: Archives of Scientific Psychology. Band 7, Nr. 1, 9. Dezember 2019, ISSN 2169-3269, S. 102–118, doi:10.1037/arc0000067, PMID 31938672, PMC 6959478 (freier Volltext).
19. ↑  Stuart Shanker: The Roots of Mindblindness. In: Theory & Psychology. Band 14, Nr. 5, Oktober 2004, ISSN 0959-3543, S. 685–703, doi:10.1177/0959354304046179.
20. ↑  David Smukler: Unauthorized minds: how "theory of mind" theory misrepresents autism. In: Mental Retardation. Band 43, Nr. 1, Februar 2005, ISSN 0047-6765, S. 11–24, doi:10.1352/0047-6765(2005)43<11:UMHTOM>2.0.CO;2, PMID 15628930.
21. ↑  Simon Baron-Cohen: The extreme male brain theory of autism. In: Trends in Cognitive Sciences. Band 6, Nr. 6, Juni 2002, S. 248–254, doi:10.1016/S1364-6613(02)01904-6 (elsevier.com [abgerufen am 15. April 2023]).
22. ↑  Simon Baron-Cohen: Autism: The Empathizing-Systemizing (E-S) Theory. In: Annals of the New York Academy of Sciences. Band 1156, Nr. 1, März 2009, S. 68–80, doi:10.1111/j.1749-6632.2009.04467.x.
23. ↑  Damian   E.M. Milton: On the ontological status of autism: the ‘double empathy problem’. In: Disability & Society. Band 27, Nr. 6, 1. Oktober 2012, ISSN 0968-7599, S. 883–887, doi:10.1080/09687599.2012.710008.
24. ↑  Damian Milton, Emine Gurbuz, Beatriz López: The ‘double empathy problem’: Ten years on. In: Autism. Band 26, Nr. 8, November 2022, ISSN 1362-3613, S. 1901–1903, doi:10.1177/13623613221129123.
25. ↑  Sarah Cassidy, Louise Bradley, Rebecca Shaw, Simon Baron-Cohen: Risk markers for suicidality in autistic adults. In: Molecular Autism. Band 9, Nr. 1, Dezember 2018, ISSN 2040-2392, S. 42, doi:10.1186/s13229-018-0226-4, PMID 30083306, PMC 6069847 (freier Volltext).
26. ↑  Gareth Richards, Simon Baron-Cohen, Varun Warrier, Ben Mellor, Jessica Davies, Laura Gee, John Galvin: Evidence of partner similarity for autistic traits, systemizing, and theory of mind via facial expressions. In: Scientific Reports. Band 12, Nr. 1, 19. Mai 2022, ISSN 2045-2322, S. 8451, doi:10.1038/s41598-022-11592-z, PMID 35589769, PMC 9118825 (freier Volltext).
27. ↑  Atsushi Senju, Victoria Southgate, Sarah White, Uta Frith: Mindblind Eyes: An Absence of Spontaneous Theory of Mind in Asperger Syndrome. In: Science. Band 325, 2009, S. 883–885.
28. ↑  Bernadett Mikula, Anita Lencsés, Csaba Borbély, und Gyula Demetera: Emotion recognition and theory of mind after temporal lobe epilepsy surgery: A systematic review. In: Seizure. Band 93, 2021, S. 63–74, doi:10.1016/j.seizure.2021.10.005.
29. ↑  Horst Kächele, Anna Buchheim: Psychoanalytischer Befund und das AAI. (Memento vom 25. Mai 2006 im Internet Archive) (PDF; 268 kB) Materialien zu einem Vortrag während der Lindauer Psychotherapiewochen 2002.
30. ↑  David Comer Kidd, Emanuele Castano: Reading literary fiction improves Theory of Mind. In: Science. Band 342, Nr. 6156, 2013, S. 377–380, doi:10.1126/science.1239918.
31. ↑  Förstl, Hans. Theory of mind: Neurobiologie und Psychologie sozialen Verhaltens, 2. Auflage, Berlin 2012
32. ↑  Klüver-Bucy Syndrom. Spektrum Akademischer Verlag, abgerufen am 19. April 2022.
33. ↑  Hans Förstl: Theory of Mind: Neurobiologie und Psychologie sozialen Verhaltens. 2. Auflage. Springer, S. 8–9.
34. 1 2  Primatenkognition. In: Max-Planck-Institut für evolutionäre Anthropologie. Max-Planck-Institut für evolutionäre Anthropologie, abgerufen am 19. April 2022.
35. ↑  Persönlichkeits- und Verhaltensstörung aufgrund einer Krankheit, Schädigung oder Funktionsstörung des Gehirns. (ICD-10 F 07.0 bis F 07.9).
36. ↑  Klaus Peter Jantke, Sebastian Drefahl: Theory of Mind Modeling and Induction: Ausdrucksfähigkeit und Reichweite. ADISY Tech Report 03/2016, Volltext.